# Eustomias dinema
Eustomias dinema är en fiskart som beskrevs av Clarke, 1999. Eustomias dinema ingår i släktet Eustomias och familjen Stomiidae. IUCN kategoriserar arten globalt som otillräckligt studerad. Inga underarter finns listade i Catalogue of Life.